# Augsburger (Huhn)
Das Augsburger Huhn ist eine deutsche Hühnerrasse, die im Raum Augsburg ihren Ursprung hat und als einzige bayerische Hühnerrasse gilt. Wegen der guten Legeleistung und dem gleichzeitig hervorragenden Fleisch sind die Augsburger typische Zweinutzungshühner. Das hervorstechende Merkmal der Augsburger Hühner ist der Kronen- oder Becherkamm. Es gibt sie vor allem im schwarzen aber auch im blau-gesäumten Farbschlag.

## Herkunft und Verbreitung
Julius Meyer, ein Wachstuchfabrikant aus Haunstetten bei Augsburg erzüchtete um 1870 die ersten Tiere mit einem sogenannten Doppelkamm, die sich im Südschwarzwald, im Raum Augsburg und im weiteren bayerischen Schwaben wegen ihrer Legeleistung verbreiteten und die er zum Augsburger Huhn weiterentwickelte. Als Ausgangsrassen dienten Meyer die französischen La Flèche, eine fleischbetonte französische Landrasse und die italienischen Lamotta-Hühner, durch die die neue Rasse besser an die klimatischen Verhältnisse angepasst und eine bessere Legeleistung erreicht werden sollte. 1885 wurde das Augsburger Huhn erstmals von Jean Bungartz im Buch „Neue Hühnerrassen“ beschrieben. Nach 1945 züchtete Hans Suttner aus Augsburg die Rasse weiter.
Das Augsburger Huhn gilt als die einzige Hühnerrasse, die in Bayern erzüchtet worden ist. Noch um 1960 war die Rasse verbreitet, die Bestände sind jedoch bis zum Jahr 2000 stark zurückgegangen, so dass sie fast ausgestorben ist. In der früheren DDR war ein blauer Farbschlag verbreitet, der heute noch weiter gezüchtet wird. Heute wird die Rasse außer in Deutschland auch in anderen europäischen Ländern gezüchtet.

## Bestand und Gefährdung
Das Augsburger Huhn ist selten und gilt als gefährdete Haustierrasse. Der Bund Deutscher Rassegeflügelzüchter sowie die Gesellschaft zur Erhaltung alter und gefährdeter Haustierrassen haben die Augsburger in der „Roten Liste der gefährdeten Nutztierrassen“ in die höchste Gefährdungsklasse I (extrem gefährdet) eingestuft. Danach gab es 2009 in Deutschland nur noch 64 Hähne und 289 Hennen. 2013 waren 36 Hähne und 162 Hennen des schwarzen Farbschlages, 7 Hähne und 25 Hennen des blau-gesäumten Farbschlages bekannt. Die Rasse wird in Deutschland im „Sonderverein der Züchter des Augsburger Huhnes und der Zwerg Augsburger“ von insgesamt 25 Züchtern im Jahr 2013 betreut.

## Eigenschaften und Leistung
Beim Augsburger Huhn handelt es sich um ein Zweinutzungshuhn, bei einer Legeleistung von 150 bis 180 Eiern im Jahr. Die Tiere sind frohwüchsig, ausgesprochen wetterfest und widerstandsfähig, haben jedoch einen schwach ausgebildeten Bruttrieb. Bereits nach fünf Monaten beginnen Augsburger Hühner zu legen. Augsburger sind im Freilauf gute Futtersucher und benötigen einen großzügigen Auslauf.  Augsburger gelten als leicht mästbar und das Fleisch als vorzüglich. Die Rasse gilt als eigenwillig und freiheitsliebend. Da die Tiere sehr gut fliegen, überwinden sie auch höhere Zäune und halten sich gerne in Bäumen auf. Das Augsburger Huhn eignet sich für die kleinbäuerliche Haltung, auch deshalb, weil dessen Zucht eine extensive, artgerechte Haltungsform erfordert und die Tiere eher langsam wachsen.
Im Jahr 2011 wurde das Augsburger Huhn von Slow Food Deutschland zum „Passagier der Arche des Geschmacks“ erklärt. In die „Arche des Geschmacks“ werden traditionelle, regionale Lebensmittel, Nutztierarten und Kulturpflanzen aufgenommen, um sie vor dem Vergessen zu bewahren und zu erhalten. Damit soll das Augsburger Huhn einen Beitrag zur Geschmacksvielfalt und Biodiversität leisten.

## Rassemerkmale

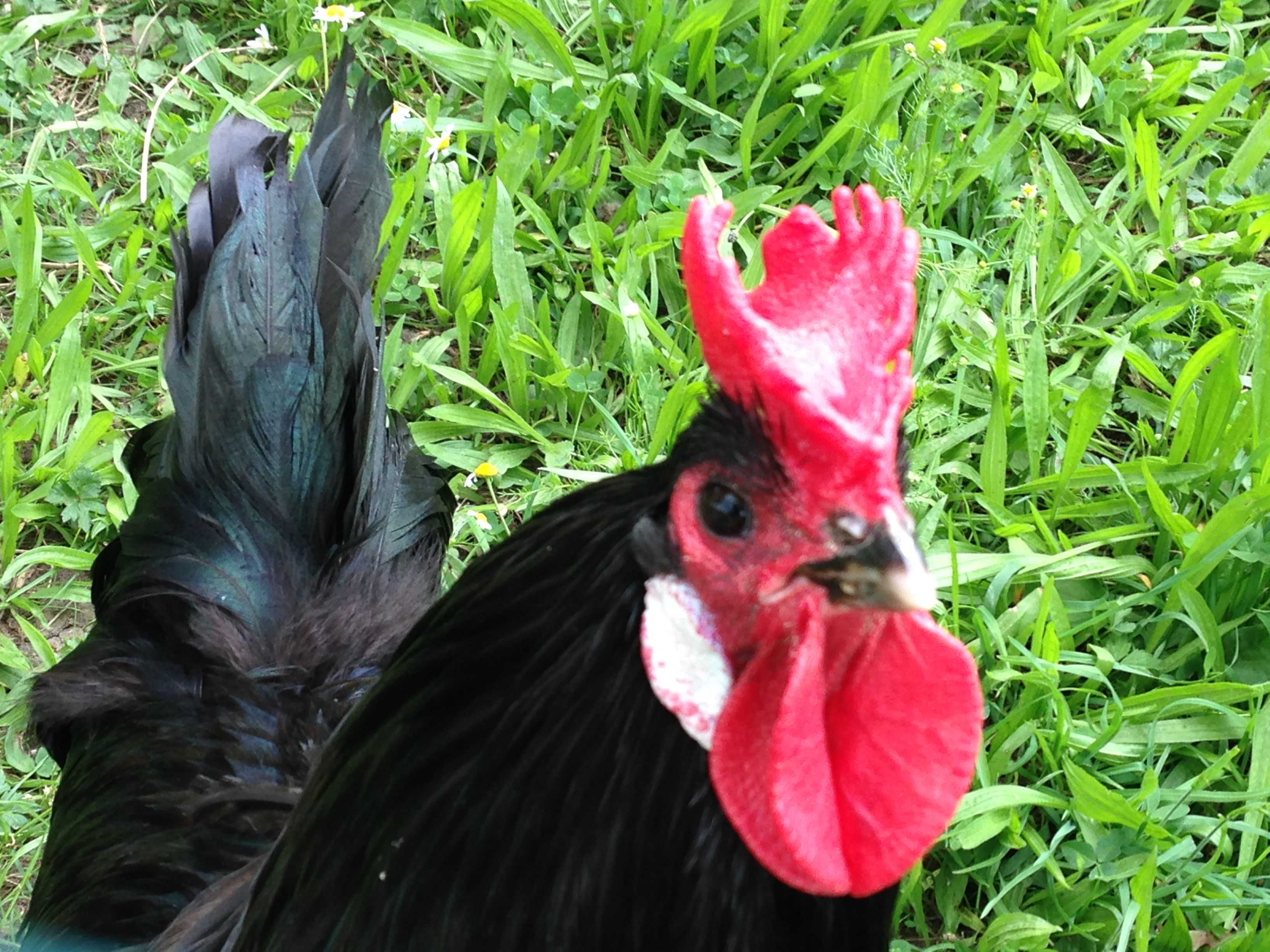
Augsburger (Hahn) mit typischer Becherkrone im Hohenloher Freilandmuseum Wackershofen

Kennzeichnend für das mittelschwere Huhn ist die gestreckte Landhuhnform mit langem Rücken und leicht abfallender Haltung. Das Gewicht der Hähne liegt bei 2,3 bis 3 kg, das der Hennen bei 2 bis 2,5 kg.
Der Hahn trägt einen gut besichelten Schwanz, der leicht geöffnet getragen wird. Die Henne hat einen gut entwickelten Bauch. Die Schenkel sind sichtbar, die Läufe sind mittellang mit schiefergrauer Farbe.
Das auffallendste Rassemerkmal ist der Kamm, der aus einem becherförmigen Gebilde aus Kammfleisch besteht, das am Schnabel beginnt und sich nach der ersten oder zweiten Kammzacke zu einem Becher mit gleichmäßig gezacktem Rand teilt. Es handelt sich also um einen Kronen- oder Becherkamm, der genetisch als eine Verdoppelung des Einfachkammes anzusehen ist. Er wird spalterbig vererbt und tritt nur bei etwa der Hälfte der Küken der Nachzucht auf, weshalb das zuständige bayerische Landwirtschaftsamt um 1900 die Weiterzucht der Rasse untersagte.
Das Gesicht ist glatt, die Augen dunkel. Die Ohrscheiben sind weiß.
Ursprünglich sind die Federn reinschwarz und weisen einen Grünglanz auf. Neuerdings werden auch Linien mit blau-gesäumtem Gefieder gezüchtet.
Unter den großen Hühnerrassen gilt das Augsburger Huhn als exklusives Ausstellungshuhn.

## Zwergform
Um 1930 wurde damit begonnen, eine Zwergform der Rasse mit einem Becherkamm herauszuzüchten. Um 1958 begann Otto Knöpfler aus Augsburg wieder damit, die Zwergform weiter zu züchten, wobei Große Augsburger, Deutsches Zwerghuhn und Zwerg-Italiener an der Zucht beteiligt waren. 1963 und 1965 wurden die ersten Tiere in Stuttgart und in Frankfurt vorgestellt. Offiziell anerkannt wurden die Zwerg-Augsburger 1975. Die Zwergform existiert nur im Farbschlag schwarz mit einem grünen Glanz. Sie ist viel seltener als die Normalform. Der Hahn wiegt 900 Gramm und die Henne 800 Gramm. Die Legeleistung beträgt 120 Eier im Jahr. Diese sind weiß und haben ein Gewicht von 35 Gramm. Wegen ihrer geringen Verbreitung soll die Rasse geschützt und gefördert werden.